# Rubén Zamponi
Rubén Osvaldo Zamponi (Morón, Buenos Aires, Argentina, 29 de diciembre de 1984) es un exfutbolista argentino. Jugaba de defensor y su último equipo fue Excursionistas de la Primera C (cuarta división) de Argentina.

## Biografía
Rubén viene de una familia humilde y con los acordes por las venas. Su mamá era folclorista, y uno de sus hermanos toca guitarra, teclados y batería e integra una banda de cumbia en Morón. Tíos y primos también siguen esta tradición. Él formó su propia banda denominada "Hijos del Rey", por la adoración de Rubén y sus amigos para con el Indio Solari, emblema y voz de los Redonditos de Ricota.

## Trayectoria
Su primer club profesional fue el Club Deportivo Morón donde hizo inferiores y jugó entre 2003 y 2005. En ese mismo año pasó a jugar en el Club Social y Deportivo Flandria, aunque luego volvió a Deportivo Morón. En 2007 fichó para el Club Atlético Fénix.
En el año 2008 fichó para el Club Atlético Excursionistas de la Primera C. Fue muy querido por la afición del Bajo Belgrano. En ese club, en el que jugó hasta 2010, alcanzó muy buenos rendimientos. Allí se consolidó como uno de los mejores defensores de la categoría e incluso del ascenso. Muchos clubes de la Primera División y de la Primera B Nacional pusieron sus ojos en él.
En ese mismo año pasó al Club Atlético San Martín de San Juan de la Primera B Nacional, segunda división del fútbol argentino. En esa temporada en el conjunto sanjuanino lograría el ascenso a la Primera División de Argentina. Sin duda había sido un cambio rotundo pasar a la segunda división del fútbol argentino. A pesar de todo no pudo jugar (solo fue convocado al banco de suplentes en ocasiones) en la temporada 2011-2012, por lo que decidió cambiar de aire.
En julio de 2012 pasó a integrar la plantilla del Club Atlético Banfield, dirigido por Garnero (entrenador que lo tuvo en el verdinegro anteriormente). Zamponi fue titular (10 partidos jugados en las 10 primeras fechas) hasta que tuvo que ser borrado de la lista de convocados contra Gimnasia y Esgrima de Jujuy debido a bajos rendimientos contra Nueva Chicago, partido en el que cometió un penal, y Olimpo, partido en el que sufrió insultos por parte de la parcialidad del "taladro". A partir de allí, Zamponi no fue más tenido en cuenta por el cuerpo técnico.
A fin de temporada le llegaron varias ofertas de clubes de la Primera B Nacional, por lo que volvió a San Martín. Sin embargo se mantuvo solo seis meses debido a las deudas que el club mantenía con él.
Luego llegó en condición de jugador libre (no ocupó uno de los dos cupos) al Club Villa Dálmine de la Primera B (Argentina). El defensa de Dálmine llegó a los 100 partidos con la camiseta violeta. 
En agosto de 2017 firma su vínculo con Crucero del Norte para disputar el Torneo Argentino A. Un año después, abandona el equipo misionero para sumarse a las filas de Arsenal de Sarandí en la Primera B Nacional, club con el que conseguiría el ascenso a Primera División en la temporada 2018-19. A mediados de 2020, al comunicarle Sergio Rondina, DT del equipo del viaducto, que no sería tenido en cuenta, se traslada a Mitre de Santiago del Estero.
Con el equipo santiagueño disputa la Primera B Nacional durante un año y medio, para recalar a comienzos del 2022 en la UAI Urquiza, institución que compite en la Primera B.
Tras un semestre en el equipo ¨universitario¨, se incorpora a Excursionistas de la Primera C, en lo que sería su segunda etapa con los del bajo Belgrano.
El 27 de octubre informa su retiro como profesional tras casi dos décadas de competición, siendo muy recordado sobre todo por los seguidores del Deportivo Morón, San Martín de San Juan, Villa Dálmine y Excursionistas.

## Clubes
| Club                   | País      | Año         | PJ  | Goles |
| ---------------------- | --------- | ----------- | --- | ----- |
| Deportivo Morón        | Argentina | 2003-2005   |     |       |
| Flandria               | Argentina | 2005-2006   | 23  | 0     |
| Deportivo Morón        | Argentina | 2006        |     |       |
| Fénix                  | Argentina | 2007-2008   | 41  | 0     |
| Excursionistas         | Argentina | 2008-2010   | 79  | 4     |
| San Martín de San Juan | Argentina | 2010-2012   |     |       |
| Banfield               | Argentina | 2012-2013   | 15  | 0     |
| San Martín de San Juan | Argentina | 2013        |     |       |
| Villa Dálmine          | Argentina | 2014-2017   | 116 | 3     |
| Crucero del Norte      | Argentina | 2017-2018   | 1   | 1     |
| Arsenal de Sarandí     | Argentina | 2018-2020   | 8   | 0     |
| Club Atlético Mitre    | Argentina | 2020 - 2021 | 30  | 2     |
| UAI Urquiza            | Argentina | 2022        | 16  | 0     |
| Excursionistas         | Argentina | 2022        | 19  | 0     |

## Palmarés
| Título             | Club               | País      | Año     |
| ------------------ | ------------------ | --------- | ------- |
| Primera B Nacional | Arsenal de Sarandí | Argentina | 2018/19 |